# Iglesia de la Inmaculada Concepción (Rapid City)
La Iglesia de la Inmaculada Concepción (en inglés: Church of the Immaculate Conception) (También Antigua catedral de la Inmaculada Concepción) es una iglesia histórica en el 918 de la quinta calle en Rapid City, Dakota del Sur en Estados Unidos. Es ahora conocida como la Capilla de la Inmaculada Concepción.
La iglesia de St. Mary fue establecida en 1881. La piedra angular para el edificio de la iglesia fue puesta en 1909, siendo diseñada en el estilo del renacimiento románico, y dedicada en 1911.  La Diócesis Católica de Lead fue reubicada y se convirtió en la Diócesis de Rapid City en 1930. La Iglesia de Santa María fue renombrada la Catedral de la Inmaculada Concepción en ese momento. La parroquia pronto superó la iglesia y fue reemplazada por la Catedral de Nuestra Señora del Perpetuo Socorro en 1962. Con el tiempo la Inmaculada Concepción se convirtió en una capilla y ha albergado una comunidad donde se celebra la Misa en latín desde 1992. La iglesia fue agregada al Registro nacional de lugares históricos en 1975.